# For Sale
For Sale — четвёртый студийный альбом немецкой поп-рок-группы Fool's Garden, выпущенный 28 ноября 2000 года лейблом BMG. Несмотря на неплохой материал, критики в целом отрицательно оценили альбом, который не добился коммерческого успеха.

## Об альбоме
Название альбома было придумано на манер The Beatles. По мнению обозревателя Мэтью Лэсли из Allmusic, материал альбома был ориентирован на радиослушателей, однако на For Sale коллектив продемонстрировал достаточно «сырые» гитарные соло и «вялое» звучание струнных инструментов. Но всё это работает хорошо достаточно длительную часть времени, композиции являются мелодичными, иногда даже слишком. Большая часть песен альбома выполнена в весёлом стиле в духе «Lemon Tree». Вокальный вопль Роберта Планта в конце песни «Stairway to Heaven» был заимствован для композиции «Suzy», который превратился в синтезаторный рифф. «Pure» сравнивается рецензентом с одним из треков альбома The Beatles — Anthology. Мелодичная песня «Alright» звучала бы лучше, если бы в ней не появлялся гитарист Фолькер Хинкель, наиболее лучшей песней среди мелодраматических композиций, по мнению Мэтью Лэсли, является «Save Me». Однако, несмотря на то, что эксперименты не удались на славу, диск приятен для прослушивания — считает критик Allmusic.
Критик из laut.de в рецензии альбома написал, что For Sale был ещё одной попыткой повторить успех «Lemon Tree», что прослеживается даже в самом названии альбома. «Who Are You?» — необычно спокойная песня, содержащая в себе драматические паузы, изменения гармоничности, крик сокола, по звучанию напоминает творчество группы Pink Floyd. По мнению рецензента, на написание «Alright» участников Fools Garden вдохновили звёзды брит-попа Blur. В сингле «Suzy» ощущается влияние вышеупомянутых The Beatles. Он также раскритиковал Fool’s Garden за тексты песен, которые по его мнению, больше походят на материал для учебника английского языка 7 класса, чем на лирические тексты, благодаря которым коллектив претендует на звание мастера своего дела. По словам автора рецензии, песни «Missing», «Save Me», «She’s So Happy to Be» звучат «скучно». Более положительно были оценены лишь «It Can Happen» и «In the Name». В общей оценке альбома, критик написал, что половину диска составляют хорошие мелодии, оставшиеся же не кажутся совсем плохими, однако, они немного «бездушны». У пластинки имеется хороший потенциал, но его не хватает для всех 14 композиций For Sale.
В Германии диск занял 84 место в хит-параде альбомов, продержавшись с таким результатом всего 1 неделю. Композиция «Today» доступна только в японской версии альбома.

## Список композиций
Все тексты написаны Петером Фройденталером и Фолькером Хинькелем.
| №   | Название               | Длительность |
| --- | ---------------------- | ------------ |
| 1.  | «Who Are You?»         | 4:34         |
| 2.  | «Alright»              | 3:48         |
| 3.  | «Suzy»                 | 5:55         |
| 4.  | «Missing»              | 4:29         |
| 5.  | «Save Me»              | 4:45         |
| 6.  | «She's So Happy to Be» | 4:31         |
| 7.  | «It Can Happen»        | 3:29         |
| 8.  | «Interlude»            | 0:52         |
| 9.  | «In the Name»          | 4:18         |
| 10. | «Still»                | 3:46         |
| 11. | «Pure»                 | 4:49         |
| 12. | «Monday Morning Girl»  | 4:14         |
| 13. | «Noone's Song»         | 6:12         |
| 14. | «Happy»                | 2:48         |

## Чарты
| Страна   | Чарт                 | Позиция |
| -------- | -------------------- | ------- |
| Германия | Media Control Charts | 84      |

| Год  | Сингл           | Страна   | Чарт                 | Позиция |
| ---- | --------------- | -------- | -------------------- | ------- |
| 2000 | «Suzy»          | Германия | Media Control Charts | 75      |
| ——   | «It Can Happen» | Германия | Media Control Charts | 86      |

## В записи участвовали
- Петер Фройденталер — вокал, композитор
- Фолькер Хинкель — гитара, вокал в «Pure» и «Noone’s Song», бэк-вокал, композитор
- Томас Мангольд — бас-гитара
- Ральф Вохеле — ударные
- Роланд Рёль — клавишные
- Джеймс Хертер — продюсер